# Hyles
Genre
Hyles est un genre d'insectes lépidoptères de la famille des Sphingidae, de la sous-famille des Macroglossinae, tribu des Macroglossini, sous-tribu des Choerocampina.

## Systématique
- Le genre Hyles a été décrit par l'entomologiste allemand Jakob Hübner, en 1819[1].
- L'espèce type pour le genre est Hyles gallii (Rottemburg, 1775)

### Synonymie
- Celerio Oken, 1815 [2]
- Thaumas Hübner, 1819
- Celerio Agassiz, 1846[3]
- Hawaiina Tutt, 1903[4]
- Turneria Tutt, 1903[4]
- Weismannia Tutt, 1904
- Danneria Eitschberger & Zolotuhin, 1998
- Eremohyles Eitschberger & Zolotuhin, 1998
- Hippohyles Eitschberger & Zolotuhin, 1998
- Rommeliana Eitschberger & Zolotuhin, 1998
- Surholtia Eitschberger & Zolotuhin, 1998

### Taxinomie
Liste des espèces
- Hyles annei (Guerin-Meneville, 1839)
- Hyles centralasiae (Staudinger, 1887)
- Hyles apocyni
- Hyles biguttata
- Hyles calida  (Butler, 1856)
- Hyles centralasiae
- Hyles chamyla (Denso, 1913).
- Hyles chuvilini Eitschberger, Danner & Surholt, 1998.
- Hyles costata
- Hyles cretica
- Hyles dahlii (Geyer, 1827) — Deiléphile de Dahl.
- Hyles euphorbiae (Linnaeus, 1758) — Sphinx de l'euphorbe.
- Hyles euphorbiarum (Guerin-Meneville & Percheron, 1835)
- Hyles exilis
- Hyles gallii (Rottemburg, 1775) — Sphinx de la garance. Espèce type.
- Hyles hippophaes (Esper, [1793]) — Sphinx de l'argousier.
- Hyles lineata (Fabricius, 1775) — Sphinx orangé.
- Hyles livornica (Esper, 1779) — Sphinx livournien
- Hyles livornicoides (T.P. Lucas, 1892).
- Hyles nervosa (Rothschild & Jordan, 1903).
- Hyles nicaea (de Prunner, 1798) — Sphinx nicéa.
- Hyles perkinsi (Swezey, 1920).
- Hyles robertsi
- Hyles salangensis (Ebert, 1969).
- Hyles sammuti
- Hyles siehei
- Hyles stroehle
- Hyles tithymali (Boisduval, 1832) — Deiléphile du tithymale.
- Hyles vespertilio (Esper, 1779) — Sphinx chauve-souris ou Sphinx vespertilio ou Cendré.
- Hyles zygophylli (Ochsenheimer, 1808).

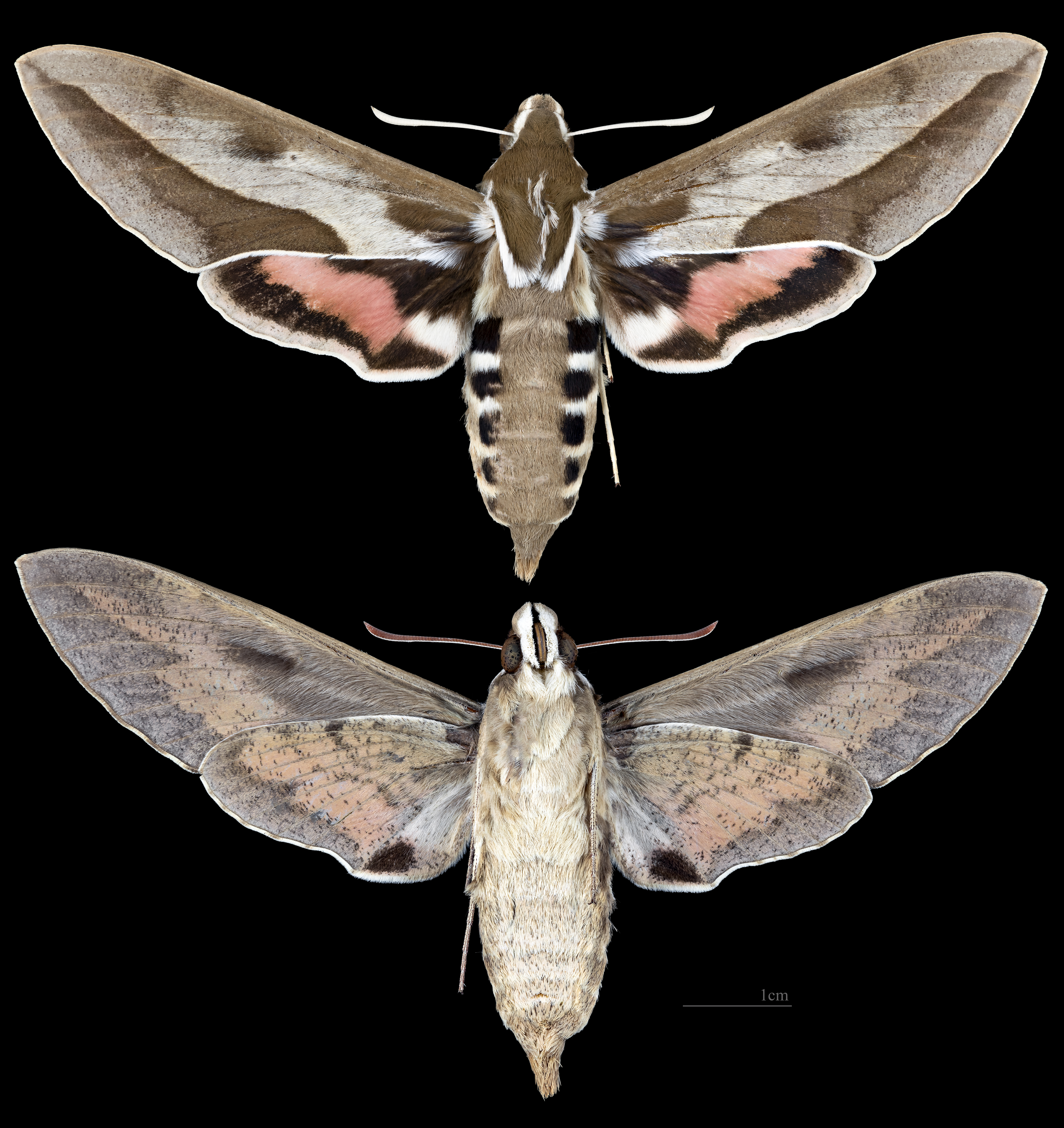
Hyles annei
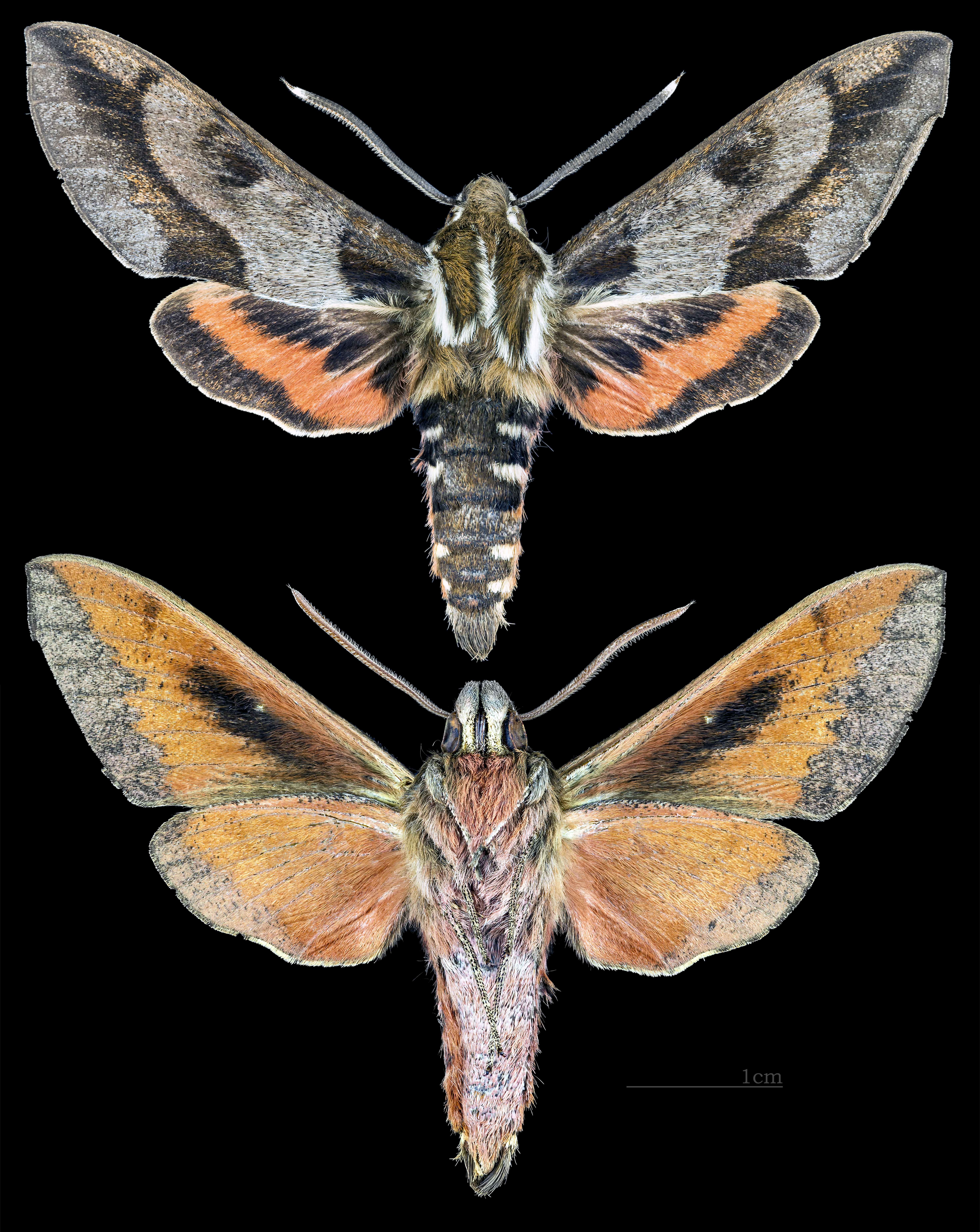
Hyles calida
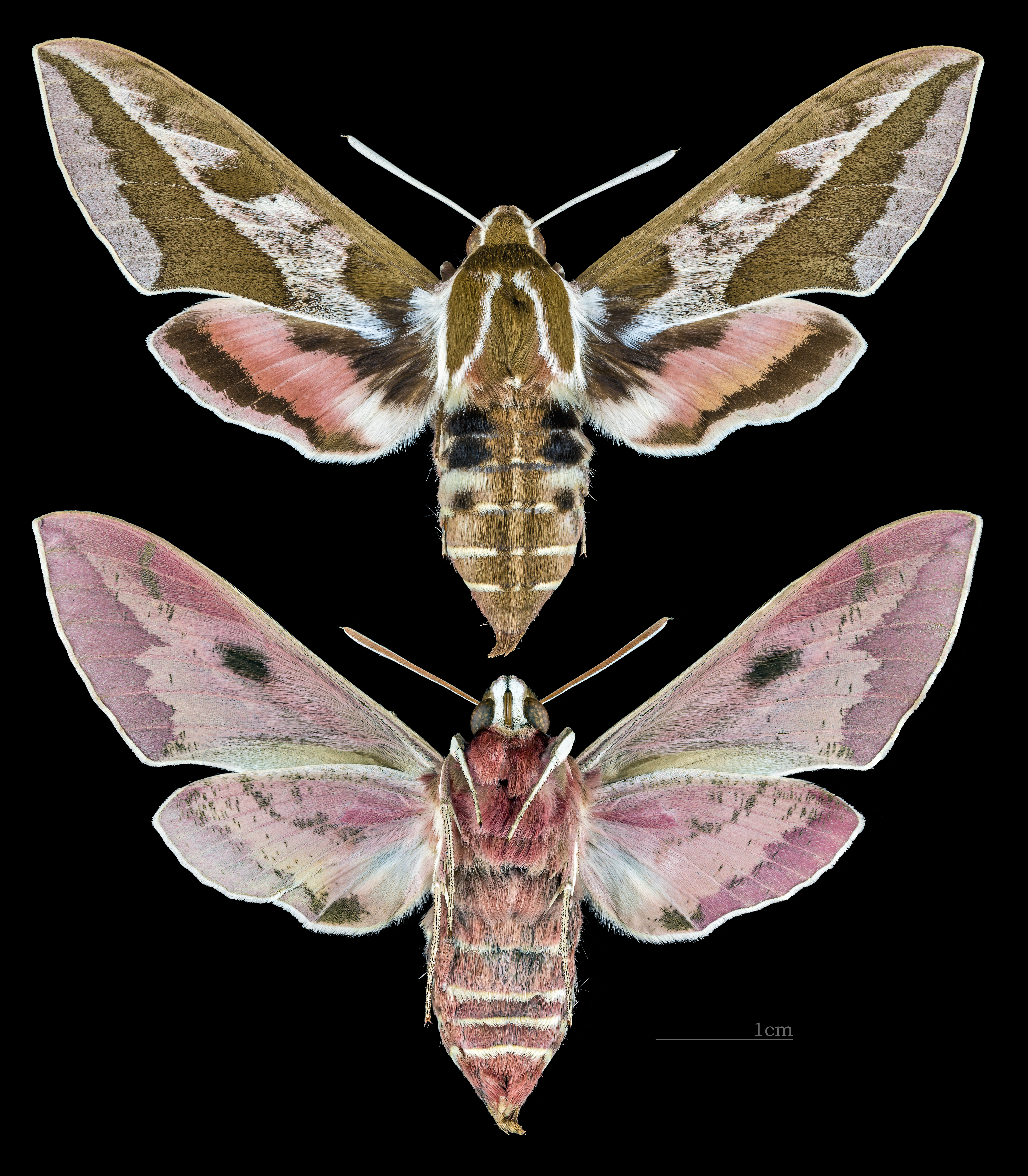
Hyles dahlii
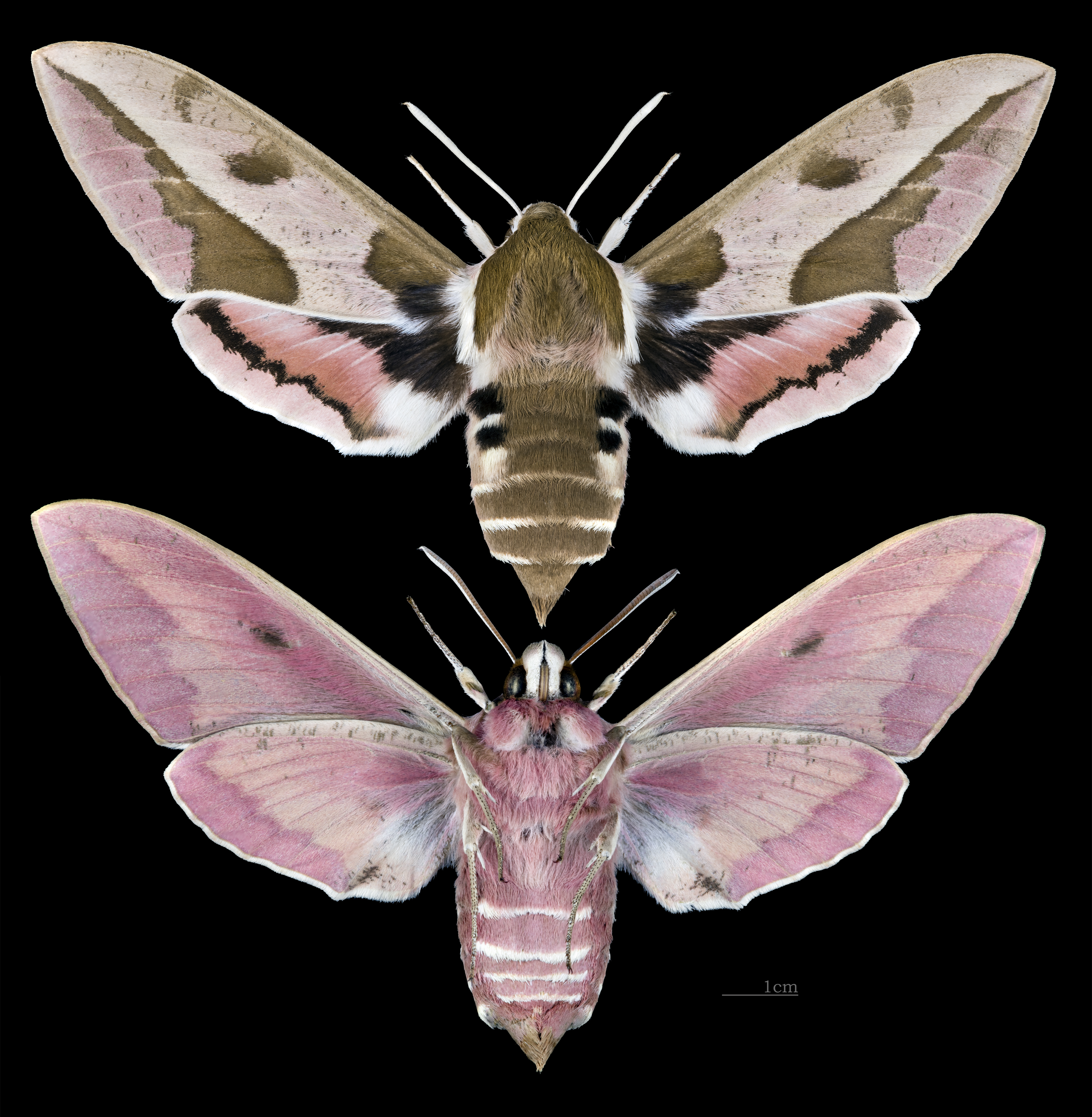
Hyles euphorbiae
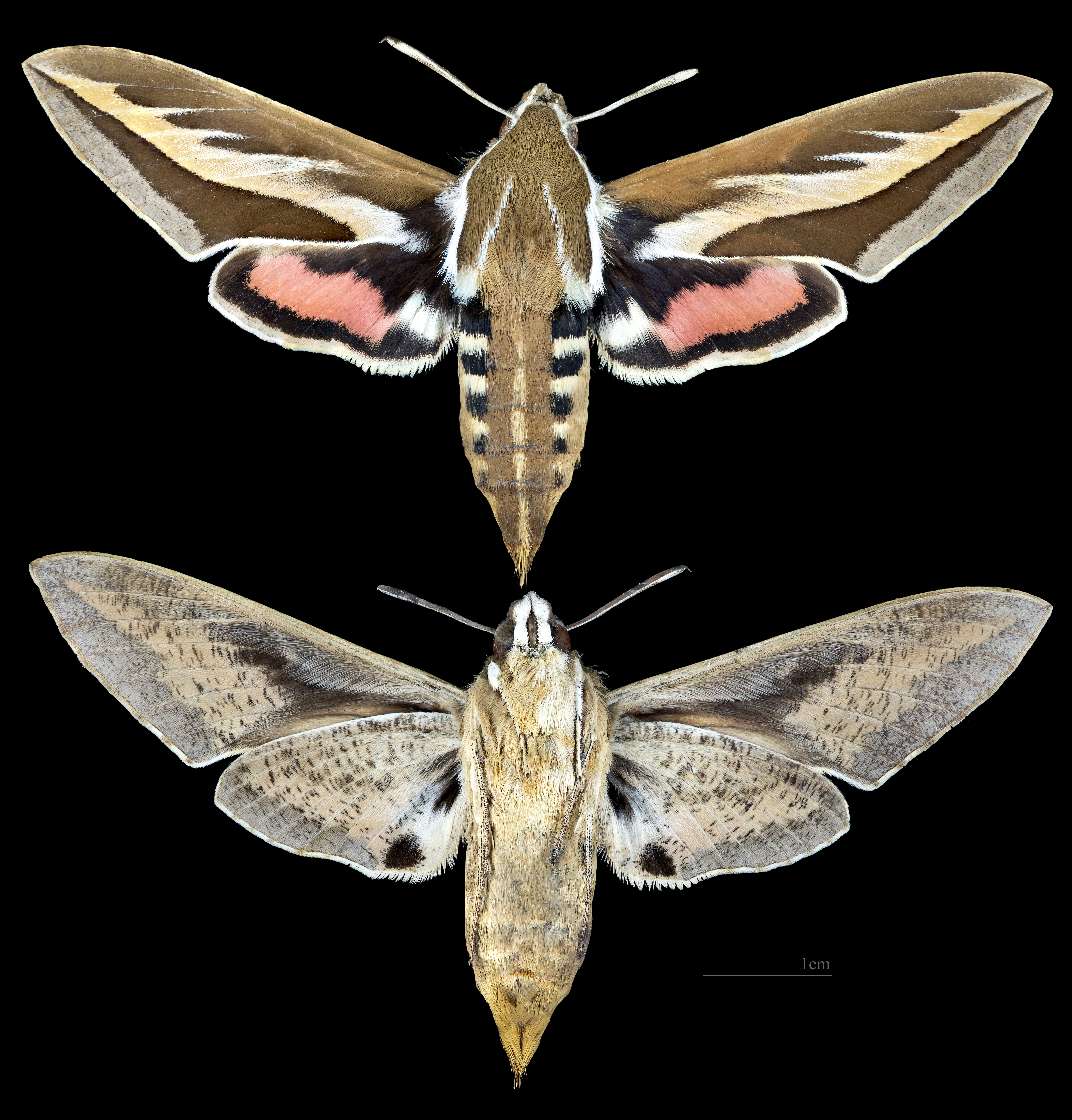
Hyles euphorbiarum
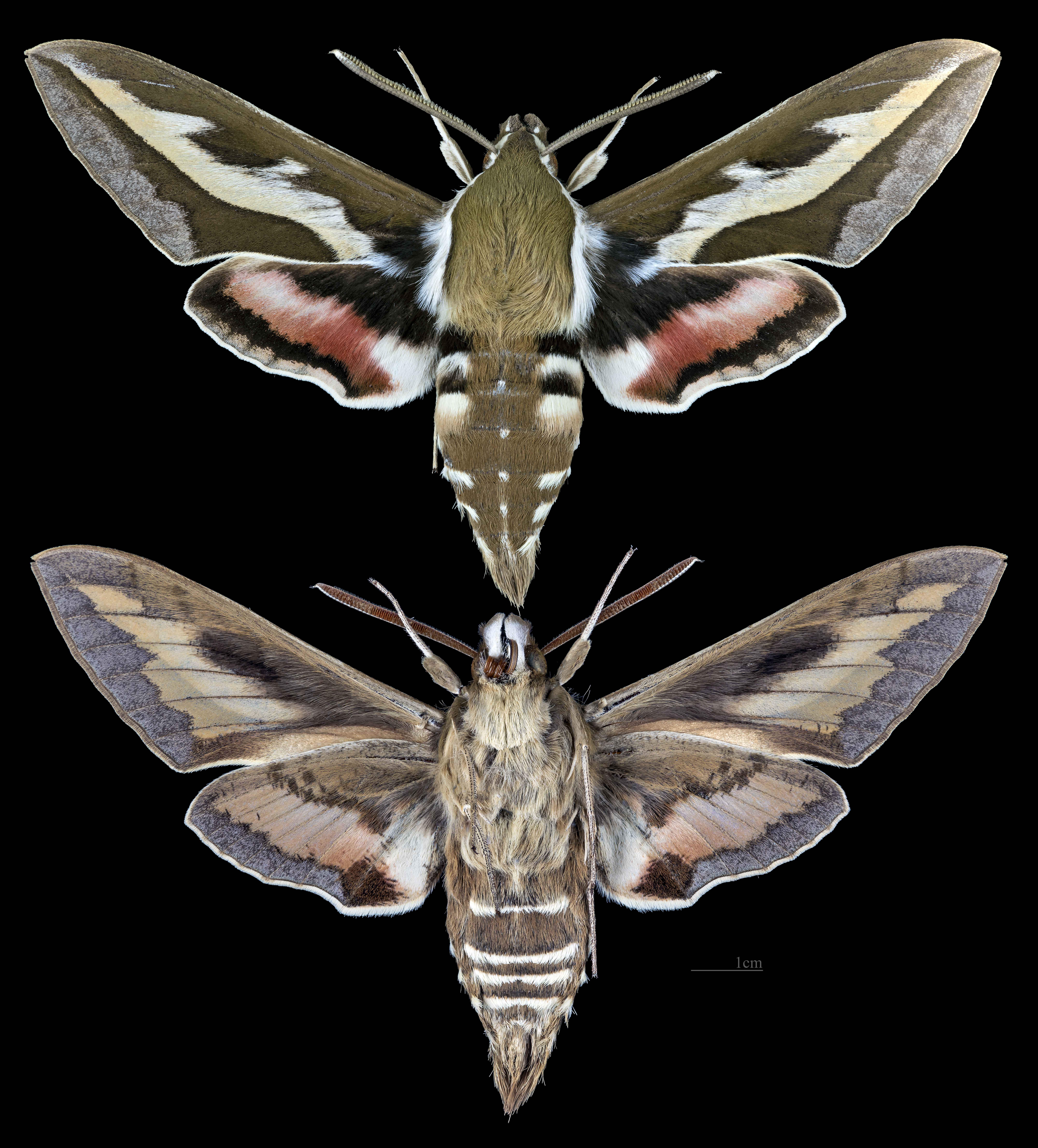
Hyles gallii
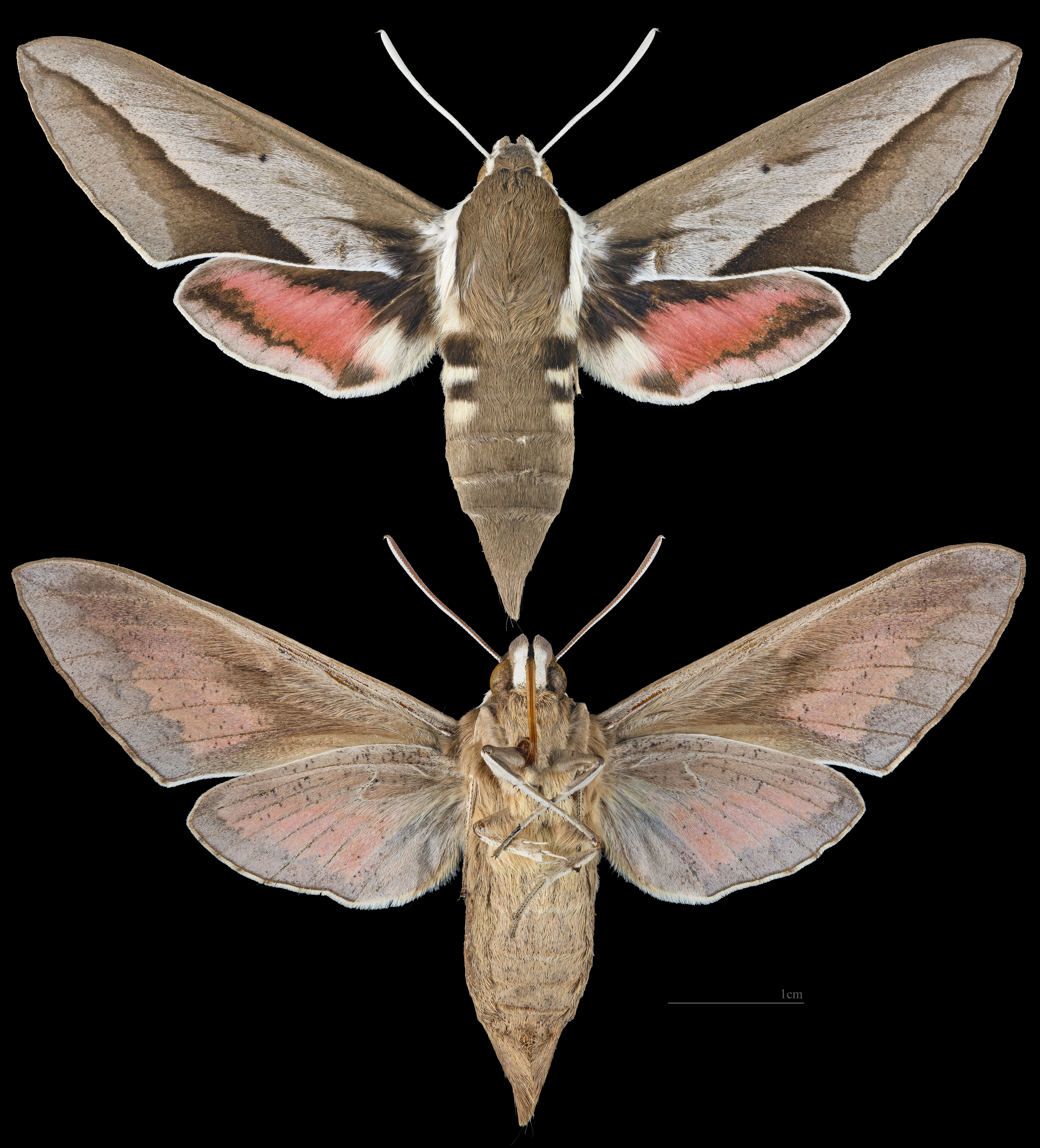
Hyles hippophaes
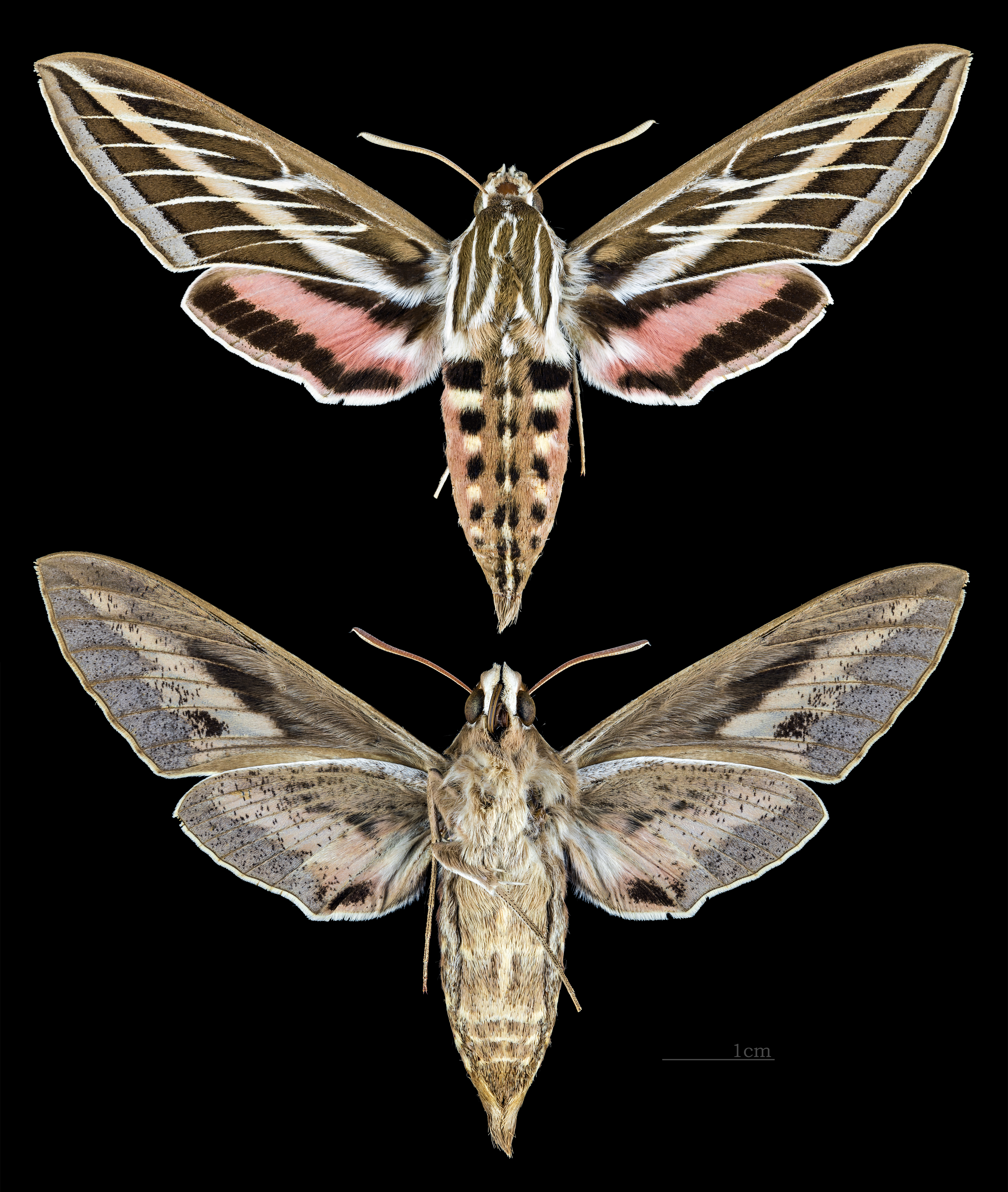
Hyles lineata
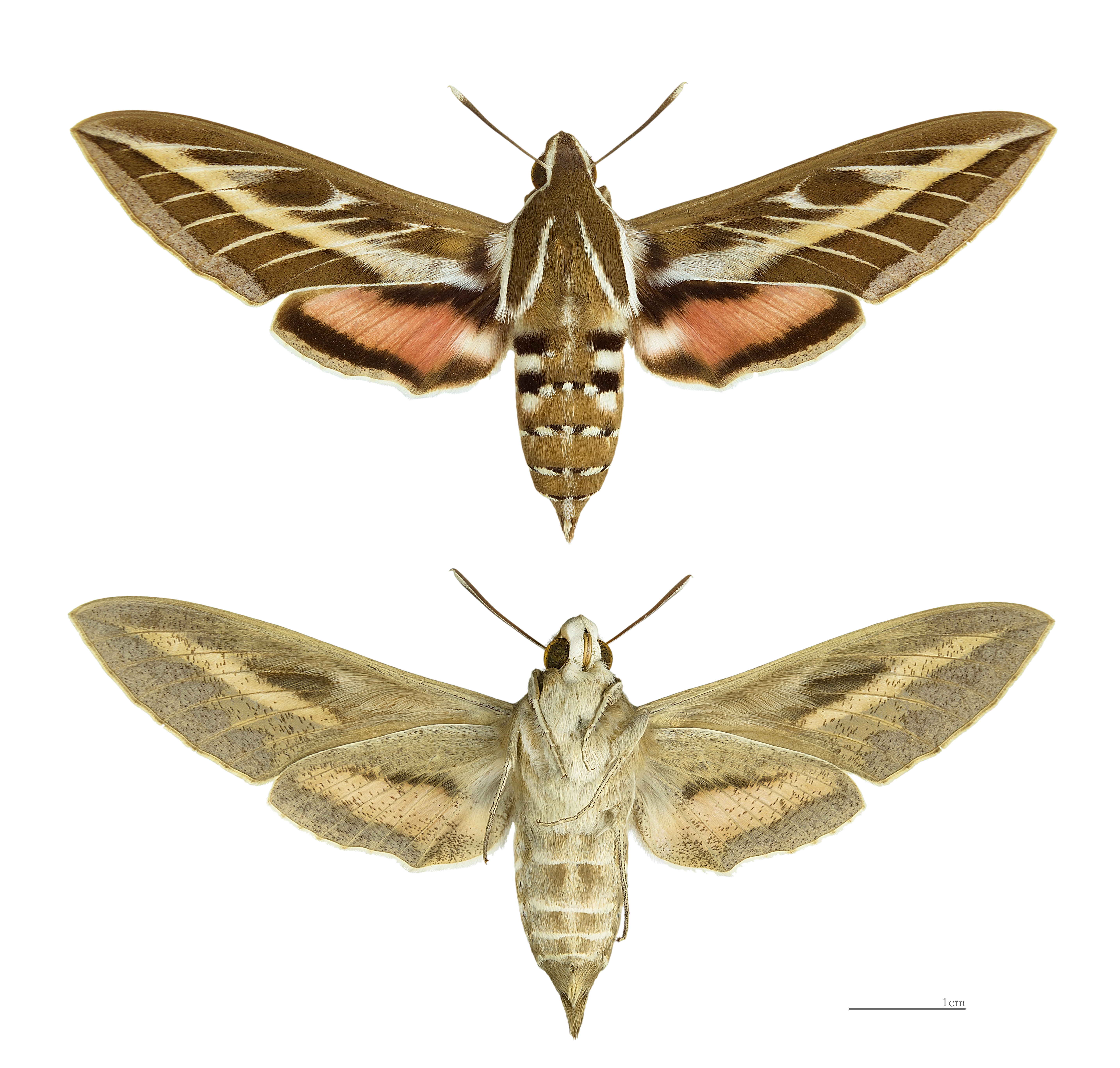
Hyles livornica
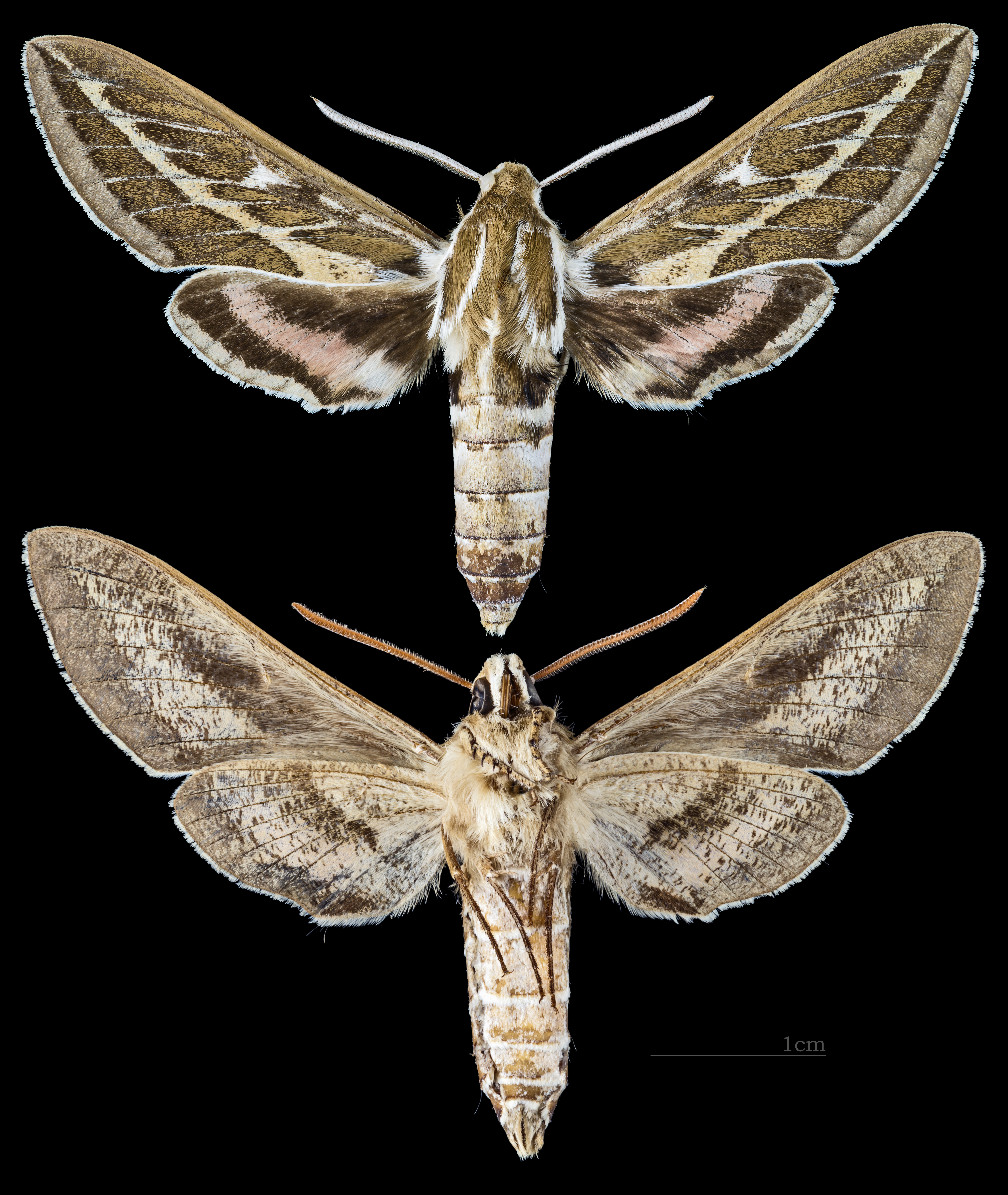
Hyles livornicoides
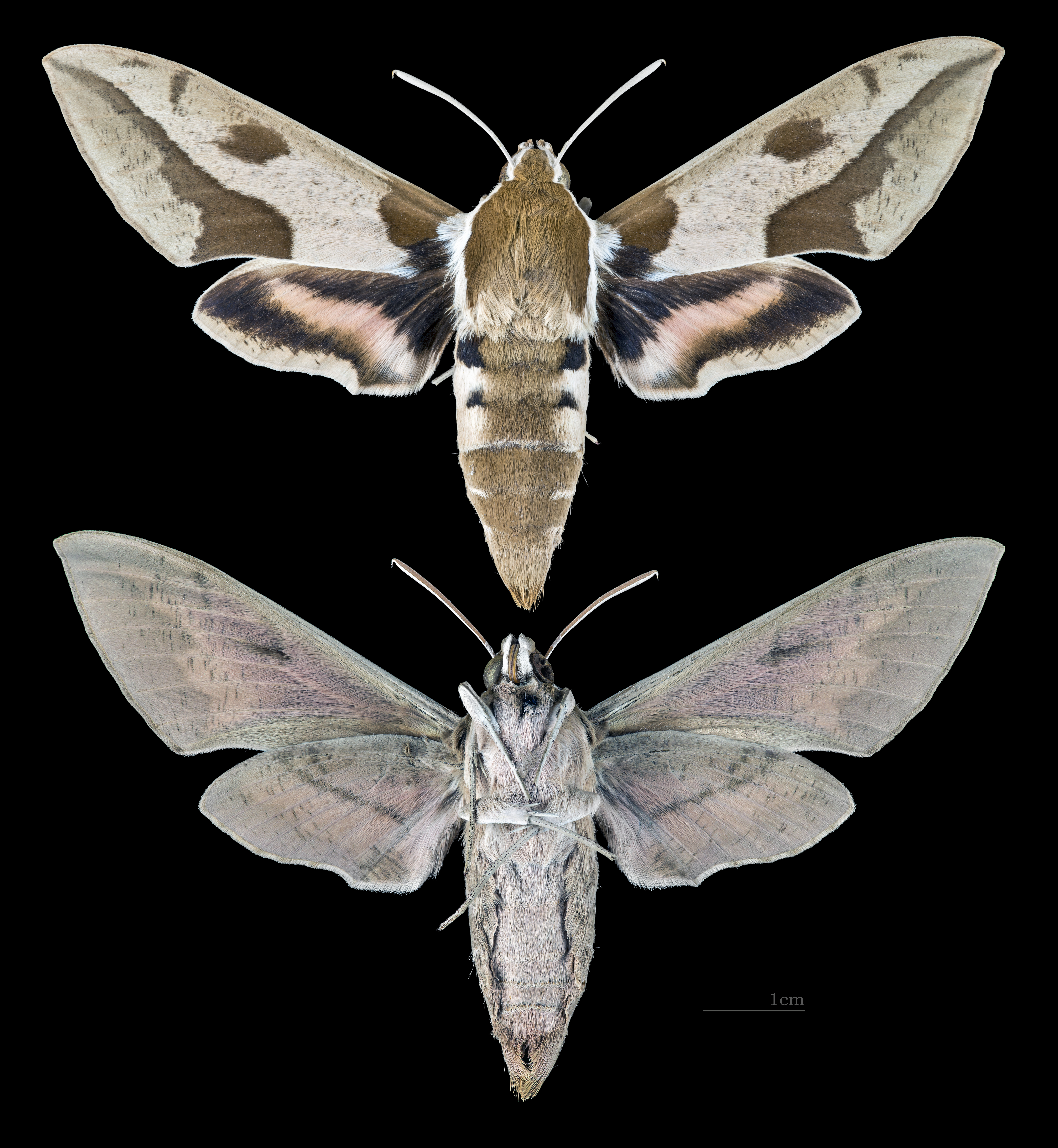
Hyles nicaea
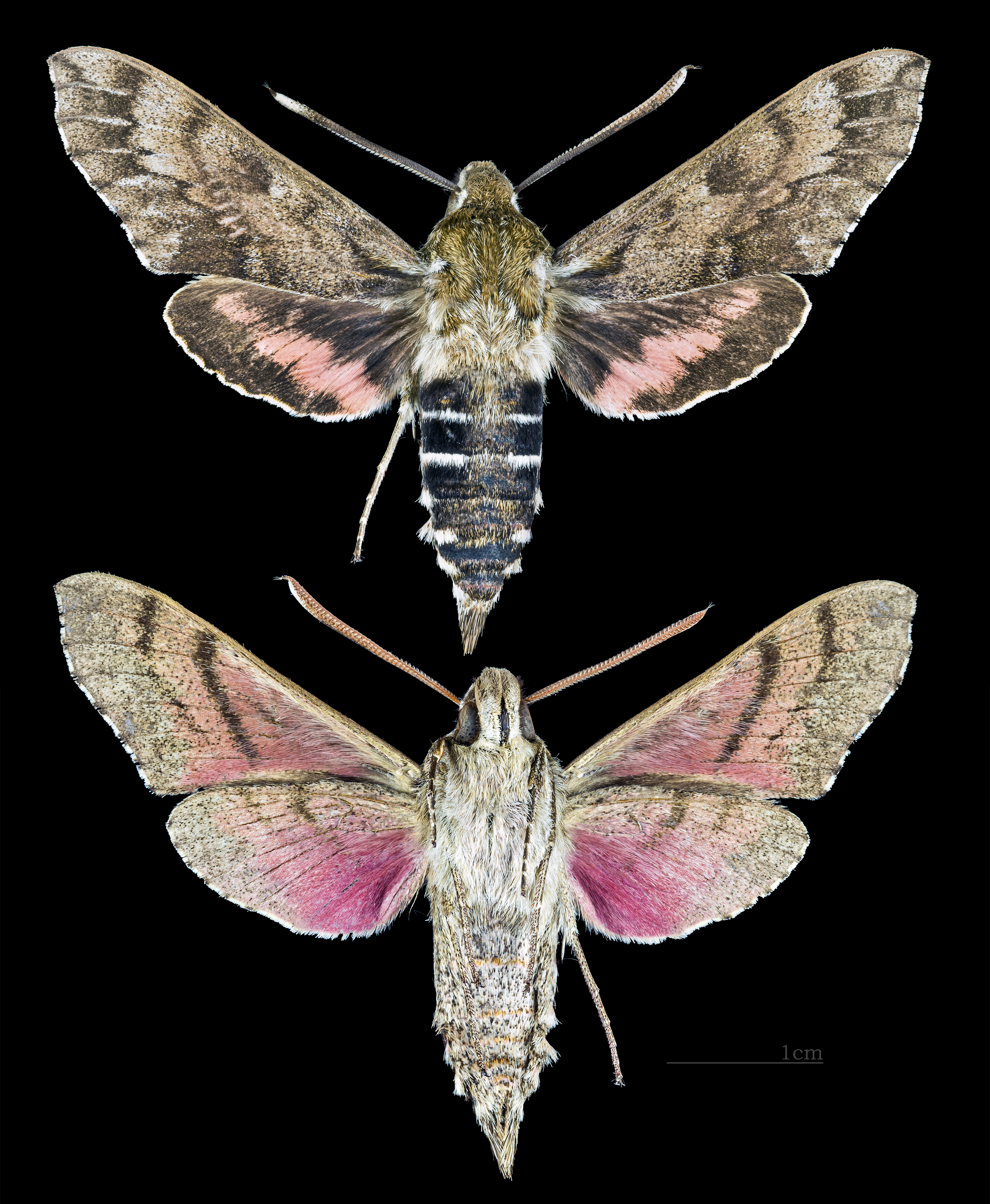
Hyles perkinsi
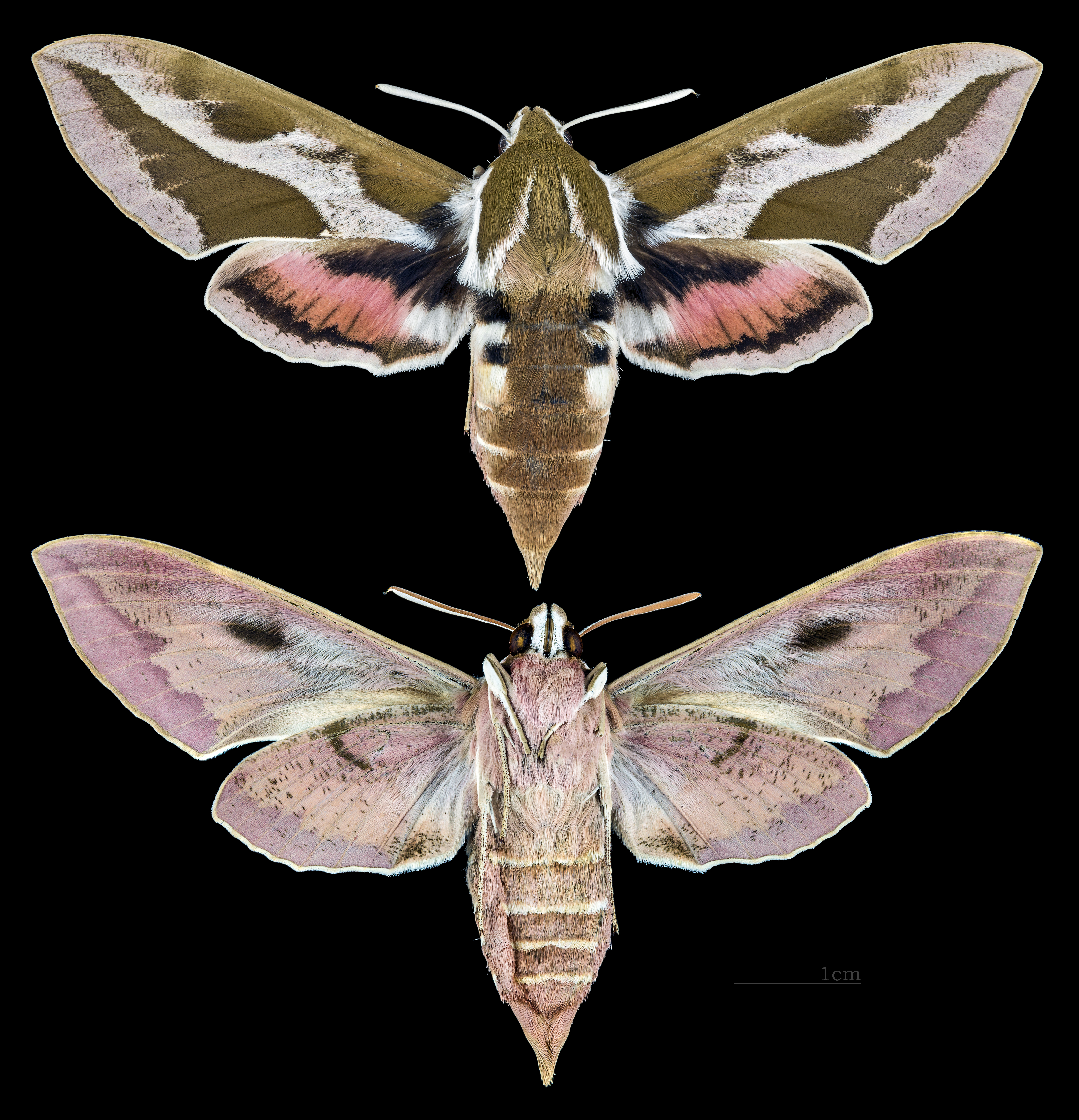
Hyles tithymali
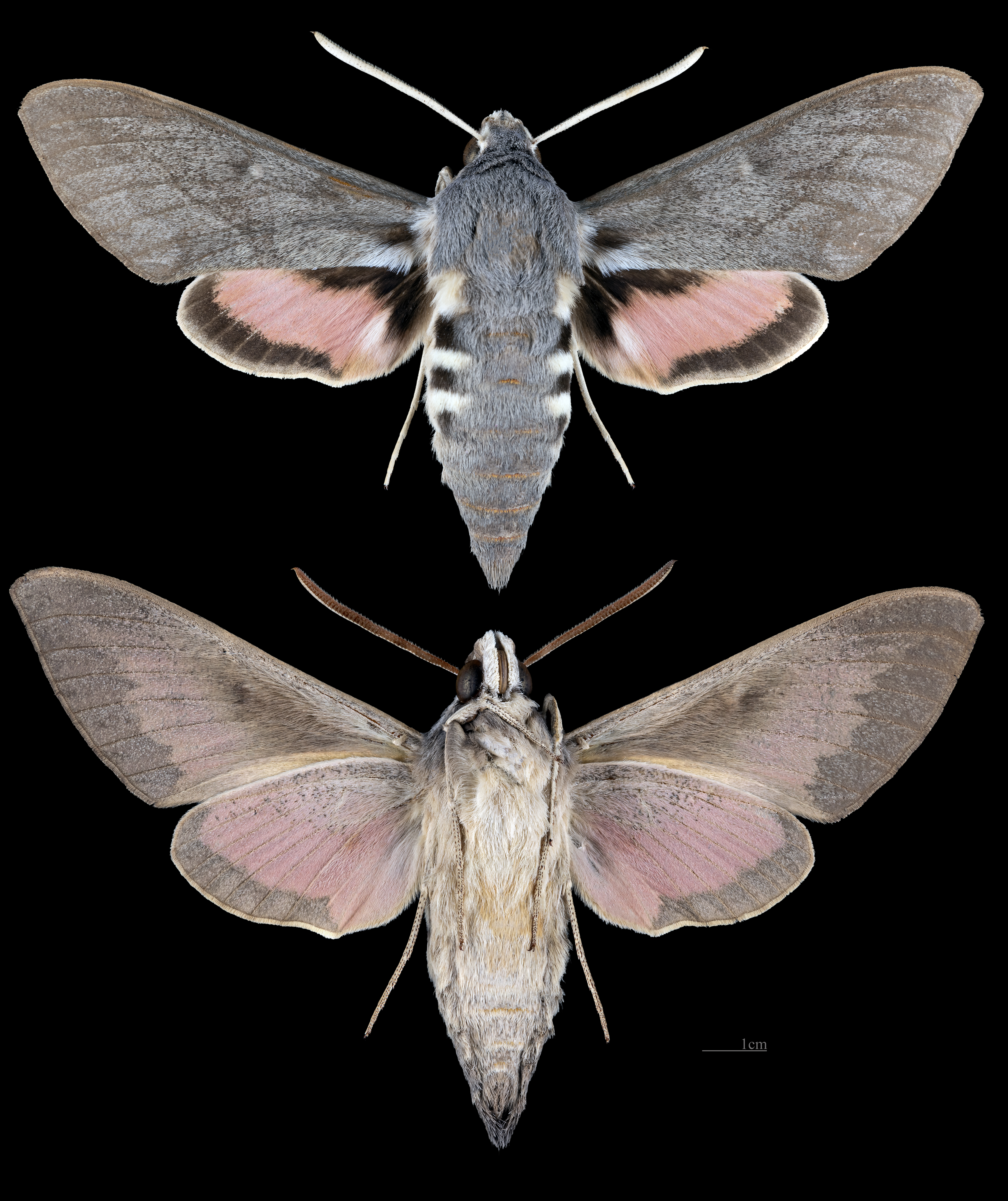
Hyles vespertilio